# Port lotniczy Kapanda
Port lotniczy Kapanda – krajowy port lotniczy położony w Capanda Dam, w Angoli.

## Linie lotnicze i połączenia
| Linia Lotnicza       | Kierunek  |
| -------------------- | --------- |
| TAAG Angola Airlines | 1. Luanda |